# Höghällan
Höghällan  is een Zweeds zandbank of rotseiland  behorend tot de Lule-archipel. Het eiland ligt ten zuidoosten van Långön. Höghällen maakt deel uit van Långöhällorna; een verzameling zandbank of rotseilenden, die tot vogelbeschermingsgebied is verklaard. Het eiland heeft geen oeververbinding en is onbebouwd.